# Anna Rüh
Anna Rüh (Greifswald, 17 juni 1993) is een atleet uit Duitsland.
Op de Olympische Zomerspelen van Londen in 2012 nam Rüh voor Duitsland deel aan het onderdeel discuswerpen. Ze eindigde als negende.
Op de Wereldkampioenschappen atletiek junioren 2012 werd Rüh nationaal junioren-kampioen discuswerpen.

## Persoonlijke records
Outdoor
| Onderdeel    | Prestatie | Plaats           | Datum      |
| ------------ | --------- | ---------------- | ---------- |
| kogelstoten  | 17.20     | Schönebeck (GER) | 03.06.2016 |
| discuswerpen | 66.14     | Wiesbaden (GER)  | 10.05.2015 |

Indoor
| Onderdeel        | Prestatie | Plaats        | Datum      |
| ---------------- | --------- | ------------- | ---------- |
| kogelstoten ind. | 17.68     | Leipzig (GER) | 27.02.2016 |

bijgewerkt september-2021